# Co robić?
Co robić? (oryg. ros. Что делать?) – książka Włodzimierza Lenina opublikowana w 1902, poświęcona problemowi strategii i taktyki rewolucyjnej partii socjalistycznej. Stanowi wykład poglądów Lenina na kwestię budowy i działalności partii, rozwijającej jego wcześniejsze koncepcje przedstawiane na łamach biuletynu partyjnego Iskra.
Tytuł Co robić? odnosi się do analogicznie zatytułowanej książki Nikołaja Czernyszewskiego, wydanej w 1862, która również miała stanowić poradnik dla rewolucjonistów. Wybierając ten tytuł Lenin równocześnie podkreślał wagę dzieła Czernyszewskiego dla poprzedniej generacji rosyjskich radykałów, jak i „uaktualniał” opisaną przezeń koncepcję ruchów lewicowych. 

## Zawartość
Duża część książki jest polemiką z tak zwanymi legalnymi marksistami, „ekonomizmem” oraz narodowcami. Lenin krytykuje zarówno metody działania oparte na terrorze indywidualnym, jak i ograniczenie działania socjalistów do walki o prawa ekonomiczne pracowników (świadczenia socjalne, wyższe płace i tym podobne). Przedstawia własną koncepcję partii rewolucyjnej, która miała składać się w pierwszej kolejności z „zawodowych rewolucjonistów”, poświęcających cały swój czas pracy partyjnej i propagandowej. Zdaniem Lenina oparcie się na intelektualistach skupionych całkowicie na polityce miało być wymuszone faktem, że teoria marksistowska w swojej całości jest zbyt skomplikowana, by mógł ją pojąć drogą samodzielnych studiów robotnik wykonujący równocześnie swój zawód w wymiarze wielu godzin dziennie. Dlatego jedyną drogą podniesienia świadomości masowej i poparcia dla rewolucji miała być edukacja teoretyczno-polityczna, dokonująca się z jednej strony w gronie partyjnym, a następnie prowadzona przez przygotowanych działaczy wśród robotników.
Lenin doceniał znaczenie wcześniejszych form aktywności (kółka marksistowskie), wskazywał jednak, iż jego zdaniem nadszedł czas, by partia robotnicza zaczęła działać na większą skalę. Krokiem do jej sukcesu miało być, oprócz wymienionej wyżej edukacji, także rozwinięcie propagandy poprzez stworzenie samodzielnej prasy socjalistycznej oraz centralizacja partii na zasadzie centralizmu demokratycznego.

## Odbiór
Co robić? stało się jedną z przyczyn rozłamu na bolszewików i mienszewików. Ta druga grupa oskarżyła Lenina o dążenie do dyktatury jednostki (lub w najlepszym razie komitetu centralnego partii) pod płaszczykiem niezbędnego dla skuteczności centralizmu, oddawanie władzy w ręce zamkniętej kasty intelektualistów – „zawodowych rewolucjonistów” kosztem robotników, w imię których miała się dokonać socjalistyczna rewolucja. Lenin, w odpowiedzi na krytykę, dowodził, iż centralizm i oparcie się na osobach zajmujących się wyłącznie polityką jest jedyną drogą do sukcesu w carskiej Rosji. Twierdził również, że wobec znaczenia, jakie w innych pracach nadawał kontaktowi partii z masowym ruchem robotniczym, zarzut o dążeniu do dyktatury jest bezpodstawny. 